# Мариенфельде
Мариенфе́льде (нем. Marienfelde) — район в седьмом (после реформы 2001 года) административном округе Берлина Темпельхоф-Шёнеберг (нем. Tempelhof-Schöneberg). Район находится на юге округа.

## История
Мариенфельде возникло (вместе с соседним Мариендорфом примерно в 1220 г. как крестьянская деревня под защитой Ордена Тамплиеров, которые позволили крестьянам обрабатывать холмы на современной Мариенфельдер-Аллее, за что брали с них дань.
Первое известное документальное упоминание о деревне (как Merghenvelde) относится к 1344 г. Сначала деревня относилась к угодьям Ордена Тамплиеров, а после прекращения их существования в 1312 г. принадлежала Ордену Святого Иоанна Иерусалимского. В 1435 г. деревня перешла под управление Берлинского магистрата. С 1831 г. начались постоянные смены власти над регионом. В 1844 г. имение купил Адольф Киперт (нем. Adolf Kiepert) и организовал здесь образцовое сельское хозяйство.
До 1800 г. Мариенфельде было маленьким селением, едва насчитывавшим 200 жителей. Примерно с 1850 г. число жителей стало медленно расти. После открытия станции метро Мариенфельде в 1875 г. началось развитие северной части селения. На территории древесного питомника Храницки (нем. Hranitzky) с 1888 г. западнее железнодорожной линии возникла колонна вилл Новый Мариенфельде (нем. Neu-Marienfelde). В это время началось развитие промышленной области на востоке региона. До Первой мировой войны в Мариенфельде проживали уже почти 4 тысячи человек. Война прервала рост района.
В 1920 г. Мариенфельде включается в Большой Берлин в качестве одного из районов округа Темпельхоф. После 1925 г. начинается застройка южнее колонны вилл. На юго-востоке вдоль железной дороги возникает новое селение, которое в 1938 г. преобразовывается в берлинский район Лихтенраде. Перед началом Второй мировой войны Мариенфельде насчитывает уже более 10 тысяч жителей. Во время Второй мировой войны ядро Нового Мариенфельде было разрушено бомбёжкой. К концу 1945 г. число жителей Мариенфельде сократилось до 8 тысяч.
После Второй мировой войны начался новый рост Мариенфельде. Частные дома и дома с квартирами для аренды строились в 1950-60-е годы особенно активно в северных и юго-западных частях района. В 1970 г. в Мариенфельде проживало уже около 18 тысяч жителей.
В 1970-е годы возник жилой квартал многоэтажек на Вальдзассенерштрассе (нем. Waldsassener Straße) и промышленная область Намицер-Дамм/Моценер-Штрассе (нем. Nahmitzer Damm/Motzener Straße). К 1977 г. число жителей района перешагнуло рубеж в 32 тысячи. В 1989 г. был зарегистрирован максимум: 33 126 человек. После объединения Германии число жителей стало немного сокращаться.

## Местность
До сегодняшних дней сохранилось старое деревенское ядро района. Построенная в 1220 г. деревенская церковь (нем. Dorfkirche Marienfelde) является старейшим сооружением Берлина. Церковь расположена недалеко от Общественного парка Gutspark. В западной части района расположен бывший монастырь Kloster vom Guten Hirten, который с 1905 по 1968 годы использовался как воспитательное общежитие для женщин и девочек. На юге района находится парк отдыха Freizeitpark Marienfelde.

## Экономика
На северо-востоке Мариенфельде с 1900-х годов вдоль железной дороги возникла большая промышленно-торговая область. Наиболее известны следующие возникшие здесь предприятия:
- Fritz Werner AG;
- Фабрика технических инструментов Werkzeugfabrik R. Stock & Co;
- Daimler-Motoren-Gesellschaft (DMG), где сначала производились грузовики и моторы для лодок и кораблей, а с 1905 г. стали производиться легковые автомобили и автобусы. Сегодня здесь кроме прочего выпускаются также моторы для автомобилей Smart.

К числу крупных предприятий, расположенных на возникшей в 1960-е годы торгово-промышленной области на Мотценерштрассе, относятся Daimler, IBM, Klosterfrau и Stollwerck.

## Общественный транспорт
Через территорию Мариенфельде проходит линия метро S2 с тремя станциями: Мариенфельде, Буковер Шоссе и Шихаувег.
Кроме того, курсируют несколько автобусных маршрутов:
- метро-линии M11 (U Oskar-Helene-Heim ↔ S Schöneweide), M77 (Waldsassener Straße ↔ U Alt-Mariendorf), M82 (Waldsassener Straße ↔ S+U Rathaus Steglitz)
- экспресс-линии X11 (U Dahlem-Dorf ↔ S Schöneweide), X83 (Nahariyastraße ↔ Königin-Luise-Straße/Clayallee)
- обычные линии 112 (Nahmitzer Damm ↔ S Nikolassee), 277 (Stadtrandsiedlung ↔ S Plänterwald), 283 (Daimlerstr. ↔ S+U Rathaus Steglitz via Klinikum)

## Приёмный лагерь Мариенфельде
Район Мариенфельде известен благодаря Приёмному лагерю Мариенфельде (нем. Notaufnahmelager Marienfelde) на Мариенфельдер-Аллее (нем. Marienfelder Allee), в котором с 1953 по 1989 годы были приняты сотни тысяч восточных немцев, бежавших из ГДР на Запад — в ФРГ. После объединения Германии бывший Лагерь Мариенфельде служил в качестве общежития для поздних переселенцев.
С апреля 2005 г. в бывшем лагере открыт музей — Памятные места приёмного лагеря Мариенфельде (нем. Erinnerungsstätte Notaufnahmelager Marienfelde), который показывает жизнь обитателей лагеря в разные годы. Музей располагает различными документами и другими экспонатами, знакомящими с судьбой иммигрантов в Федеративную Республику Германию. В октябре 2005 г. перед зданием бывшего лагеря был установлен чемодан в качестве памятника беженцам с Востока.
В конце 2008 г. Приёмный лагерь Мариенфельде был официально закрыт, хотя до сих пор он продолжает принимать поздних переселенцев, число которых (по сравнению с предыдущими годами) уже ничтожно мало. С весны 2009 г. в лагерь были приняты несколько семей беженцев из Ирака (всего около 120 человек). В начале 2010 г. планируется окончательное закрытие лагеря.

## Образовательные учреждения
Начальные школы и спецшколы
- Начальная школа Мариенфельде, здание 1 (бывш. школа им. Альфреда Адлера), Erbendorfer Weg 13
- Начальная школа Мариенфельде, здание 2 (бывш. Мальтезская школа), Tirschenreuther Ring 69
- Начальная школа им. Киперта (нем. Kiepert Grundschule), Prechtlstraße 21–23
- Школа Штайнвальд (нем. Steinwald Schule), Hanielweg 7–9 (спецшкола)
- Католическая школа Св. Альфонса (нем. Katholische Schule St. Alfons), Tennstedter Straße 1
- Католическая школа Св. Хильдегарда (нем. Katholische St. Hildegard Schule), Malteserstraße 171a (спецшкола)

Старшие школы и гимназии
- Школа Густав-Хайнеманн (нем. Gustav-Heinemann-Oberschule), Waldsassener Straße 62 (школа с гимназическими классами)
- Школа Золлинг (нем. Solling-Schule), Alt-Marienfelde 52

Профессиональное образование
- Образовательный центр для строительных профессий (нем. Lehrbauhof Berlin), Belßstraße 12